# Tipo arquitectónico
En arquitectura, un tipo es una categoría que engloba a diversos edificios o partes de ellos que comparten un conjunto de características formales similares, por una función común o por imitación recíproca. No se formula a priori, sino que se deduce de las analogías existentes entre una serie de ejemplares de la producción arquitectónica. El nacimiento de un tipo se condiciona pues a la existencia de una serie de edificios con una evidente analogía funcional y formal. El estudio de los tipos es la tipología.